# 十万大山琴蛙
十万大山琴蛙（学名：Nidirana shiwandashanensis），一种分布于中国广西西南部十万大山地区的两栖动物，隶属于蛙科琴蛙属。